# Clavodorum mexicanum
Clavodorum mexicanum är en ringmaskart som beskrevs av Kudenov 1987. Clavodorum mexicanum ingår i släktet Clavodorum och familjen Sphaerodoridae.
Artens utbredningsområde är Mexikanska golfen. Inga underarter finns listade i Catalogue of Life.